# Lush & Simon
Lush & Simon est un duo de disc jockeys et producteurs italiens.
Formé en 2011, le duo se fait remarquer en octobre 2013 avec la sortie d'Adrenaline, titre supporté par Hardwell lui-même, qui proposa au duo d'enregistrer le single sur son propre label, Revealed Recordings.

## Discographie

### Singles
- 2012 : Downtown (Delayers Edit) [Virus T Studio Records]
- 2013 : Tuono (avec A-Divizion) [PBR Recordings]
- 2013 : Adrenaline [Revealed Recordings]
- 2013 : City Of Lights [Armada Trice]
- 2014 : Drag Me To The Ground (feat. Rico & Miella) [Zouk Recordings (Armada Music)]
- 2014 : Ahead of Us (avec Tom Swoon) [Ultra]
- 2014 : City Of Lights (Vocal Mix) [Armada Trice]
- 2014 : Hunter [Protocol Recordings]
- 2014 : In My Hands (feat. Delaney Jane) [DOORN (Spinnin)]
- 2014 : Hydrogen (avec Uforik) [DOORN (Spinnin)]
- 2015 : Orion (avec Marnik) [Armada Trice]
- 2015 : We Are Lost [ Armada Music ]
- 2015 : Drop The Pressure (avec Paris & Simo) [Free]
- 2015 : The Universe [Armada Trice]
- 2015 : Morphine (avec Thomas Gold) [Armind (Armada)]
- 2016 : Warriors [Armada Trice]
- 2016 : Wasted Love (avec Gazzo) [Nameless / Universal Music IT]
- 2016 : NY 2 LA (ViP Mix) (avec Paris & Simo) [Dim Mak]
- 2016 : Th3 One (avec Carta) [Doorn Records]
- 2016 : What We Started (avec Don Diablo & Steve Aoki feat. BullySongs) [ Spinnin' Records ]
- 2016 : The Next Level [ Armada Music ]
- 2017 : We Light Forever Up (avec Benny Benassi feat. Frederick) [ Ultra Music ]
- 2017 : Fade Away (avec Sam Feldt feat. INNA) [ Spinnin' Records ]

### Remixes
- 2013 : Osen, Baha - The Warrior (Lush & Simon Remix) [Cr2 Records]
- 2014 : Dash Berlin, Collin Mcloughlin, Jay Cosmic - Here Tonight (Lush & Simon Remix) [Aropa Records]
- 2014 : Tritonal - Anchor (Lush & Simon Remix) [Enhanced Recordings]
- 2015 : Lucky Date, David Solano - The End (Lush & Simon Remix) [Armada Trice]